# Bezares
Bezares est une commune de la communauté autonome de La Rioja, en Espagne.

## Démographie
| 1900 | 1910 | 1920 | 1930 | 1940 | 1950 | 1960 | 1970 | 1981 |
| ---- | ---- | ---- | ---- | ---- | ---- | ---- | ---- | ---- |
| 132  | 130  | 117  | 97   | 110  | 112  | 105  | 62   | 31   |

| 1991 | 2001 | 2011 | - | - | - | - | - | - |
| ---- | ---- | ---- | - | - | - | - | - | - |
| 29   | 30   | 17   | - | - | - | - | - | - |

## Administration

### Conseil municipal
La ville de Bezares comptait 22 habitants aux élections municipales du 26 mai 2019. Son conseil municipal (en espagnol : Pleno del Ayuntamiento) se compose donc de 3 élus.
| Parti | Parti                | Voix | %     | Élus  |
| ----- | -------------------- | ---- | ----- | ----- |
|       | Parti populaire (PP) | 10   | 100 % | 3 / 3 |

### Liste des maires
| Mandat    | Maire | Maire                      | Parti |
| --------- | ----- | -------------------------- | ----- |
| 1979-1983 |       | Julio Nájera Nájera        | CD    |
| 1983-1987 |       | Juan José Fernández Alesón | AP    |
| 1987-1991 |       | Andrés Nájera Ibáñez       | AP    |
| 1991-1995 |       | Amando Peña Pérez          | PR    |
| 1995-1999 |       | Amando Peña Pérez          | PR    |
| 1999-2003 |       | Jesús Fernández Nájera     | PP    |
| 2003-2007 |       | Jesús Fernández Nájera     | PP    |
| 2007-2011 |       | Jesús Fernández Nájera     | PP    |
| 2011-2015 |       | Jesús Fernández Nájera     | PP    |
| 2015-2019 |       | Jesús Fernández Nájera     | PP    |
| 2019-2023 |       | Jesús Fernández Nájera     | PP    |